# Gornje Ceranje
Gornje Ceranje – wieś w Chorwacji, w żupanii zadarskiej, w mieście Benkovac. W 2011 roku liczyła 62 mieszkańców.